# Kallima thesaurinus
Kallima thesaurinus är en fjärilsart som beskrevs av Smith 1897. Kallima thesaurinus ingår i släktet Kallima och familjen praktfjärilar. Inga underarter finns listade i Catalogue of Life.